# Bunchosia elliptica
Bunchosia elliptica là một loài thực vật có hoa trong họ Malpighiaceae. Loài này được Tod. mô tả khoa học đầu tiên năm 1877.